# Данієль Шалонж
Данієль Шалонж (фр. Daniel Chalonge; 31 січня 1895 — 28 листопада 1977) — французький астроном.

## Наукова біографія
Закінчив Вищу нормальну школу в Парижі. Протягом багатьох років працював у Паризькій обсерваторії. Засновник (спільно з А.Мінером) Інституту астрофізики Національного центру наукових досліджень.
Наукові праці присвячені зоряній спектроскопії. Спільно з Д.Барб'є у високогірній обсерваторії на горі Юнгфрау (Альпи) вивчив абсолютними методами розподіл енергії в ультрафіолетовій області та визначив величину бальмерівського стрибка в спектрах 240 зірок всіх спектральних класів (1941). Ці вимірювання лягли в основу розроблених в 1952–1956 Шалонжем разом з Барб'є і Л.Діван двох- і трьохпараметричних систем спектральної класифікації зірок, параметри яких точніше, ніж у загальноприйнятій нині системі Моргана—Кінана, визначають властивості зірок. Досліджував поглинання в безперервному спектрі зірок, зумовлене негативними іонами водню; побудував систему колірних температур зірок (спільно з Діван).
Президент Комісії N 36 «Теорія зоряних атмосфер» Міжнародного астрономічного союзу (1948–1955).

## Названі на його честь
- Кратер на Місяці
- Астероїд № 2040
- Пік у французьких Альпах заввишки 3343 метри
- Інститут астрофізики в Парижі;
- Музей астрономії та астрофізики в Ериче, Сицилія